# PPP3CA
PPP3CA‏ (Protein phosphatase 3 catalytic subunit alpha) هوَ بروتين يُشَفر بواسطة جين PPP3CA في الإنسان.